# Pläns
Pläns ist ein Wohnplatz im Ortsteil Streganz der Gemeinde Heidesee im Landkreis Dahme-Spreewald in Brandenburg.

## Geografische Lage
Der Wohnplatz liegt im Südosten der Gemarkung und dort nördlich des Ortsteils Streganz. Nordwestlich von Pläns liegt der Gemeindeteil Klein Eichholz, der mit Streganz über die Straße von Streganz nach Klein Eichholz verbunden ist. Die Wohnbebauung von Pläns konzentriert sich auf wenige Gebäude westlich und östlich dieser Straße. Südlich verläuft das Köllnitzer Fließ.

## Geschichte
Pläns erscheint im Jahr 1858 in einem Ortslexikon als eines von zwei Abbauten Selchows und wurde dort als Etablissement geführt. Zu Beginn des 20. Jahrhunderts wurde es dort als Ausbau Plähn bezeichnet. Selchow wurde 1931 Landgemeinde und acht Jahre später ein Ortsteil von Schwerin, nach dem Zweiten Weltkrieg im Jahr 1945 jedoch wieder verselbstständigt. Pläns kam im Zuge der Gemeindegründung von Heidesee im Jahr 2003 durch die Eingliederung von Streganz nach Heidesee.